# Solva decora
Solva decora är en tvåvingeart som beskrevs av Webb 1984. Solva decora ingår i släktet Solva och familjen lövträdsflugor. Inga underarter finns listade i Catalogue of Life.